# Tony Snell
Tony Rena Snell jr. (Watts, 10 novembre 1991) è un cestista statunitense, professionista nella NBA.

## Carriera

### NCAA (2010-2013)
Snell trascorre tre stagioni con New Mexico, con cui chiude il suo ultimo anno con quasi 12 punti di media in 31 minuti di utilizzo medio.

### NBA (2013-oggi)

#### Chicago Bulls (2013-2016)
Il 27 giugno 2013 è stato chiamato nel Draft NBA dai Chicago Bulls con la 20ª scelta assoluta. Ha giocato la sua prima partita da titolare nella NBA il 2 dicembre 2013, realizzando 6 punti con anche 1 rimbalzo e 2 assist in 22 minuti di impiego in una sconfitta casalinga per 131-128 dopo tre tempi supplementari contro i New Orleans Pelicans.

#### Milwaukee Bucks (2016-2019)
Il 17 ottobre 2016 passa ai Milwaukee Bucks in cambio di Michael Carter-Williams.

#### Detroit Pistons (2019-2020)
Il 21 giugno 2019 viene scambiato ai Detroit Pistons insieme a una scelta ai draft per Jon Leuer.

## Statistiche

### College
| Anno      | Squadra          | PG  | PT | MP   | TC%  | 3P%  | TL%  | RP  | AP  | PRP | SP  | PP   |
| --------- | ---------------- | --- | -- | ---- | ---- | ---- | ---- | --- | --- | --- | --- | ---- |
| 2010-2011 | New Mexico Lobos | 34  | 7  | 17,5 | 36,4 | 34,5 | 73,5 | 1,9 | 0,9 | 0,2 | 0,2 | 4,4  |
| 2011-2012 | New Mexico Lobos | 35  | 34 | 25,6 | 44,8 | 38,7 | 83,1 | 2,7 | 2,3 | 0,5 | 0,4 | 10,5 |
| 2012-2013 | New Mexico Lobos | 35  | 35 | 31,2 | 42,2 | 39,0 | 84,3 | 2,6 | 2,9 | 0,8 | 0,5 | 12,5 |
| Carriera  | Carriera         | 104 | 76 | 24,8 | 42,1 | 38,0 | 82,1 | 2,4 | 2,0 | 0,5 | 0,3 | 9,2  |

### NBA

#### Regular Season
| Anno      | Squadra             | PG  | PT  | MP   | TC%  | 3P%  | TL%  | RP  | AP  | PRP | SP  | PP  |
| --------- | ------------------- | --- | --- | ---- | ---- | ---- | ---- | --- | --- | --- | --- | --- |
| 2013-2014 | Chicago Bulls       | 77  | 12  | 16,0 | 38,4 | 32,0 | 75,6 | 1,6 | 0,9 | 0,4 | 0,2 | 4,5 |
| 2014-2015 | Chicago Bulls       | 72  | 22  | 19,6 | 42,9 | 37,1 | 80,0 | 2,4 | 0,9 | 0,4 | 0,2 | 6,0 |
| 2015-2016 | Chicago Bulls       | 64  | 33  | 20,3 | 37,2 | 36,1 | 90,9 | 3,1 | 1,0 | 0,3 | 0,3 | 5,3 |
| 2016-2017 | Milwaukee Bucks     | 80  | 80  | 29,2 | 45,5 | 40,6 | 81,0 | 3,1 | 1,2 | 0,7 | 0,2 | 8,5 |
| 2017-2018 | Milwaukee Bucks     | 75  | 59  | 27,4 | 43,5 | 40,3 | 79,2 | 1,9 | 1,3 | 0,6 | 0,4 | 6,9 |
| 2018-2019 | Milwaukee Bucks     | 74  | 12  | 17,6 | 45,2 | 39,7 | 88,1 | 2,1 | 0,9 | 0,4 | 0,2 | 6,0 |
| 2019-2020 | Detroit Pistons     | 59  | 57  | 27,8 | 44,5 | 40,2 | 100  | 1,9 | 2,2 | 0,5 | 0,3 | 8,0 |
| 2020-2021 | Atlanta Hawks       | 47  | 23  | 21,1 | 51,5 | 56,9 | 100  | 2,4 | 1,3 | 0,3 | 0,2 | 5,3 |
| 2021-2022 | Portland T. Blazers | 38  | 10  | 14,4 | 37,1 | 32,0 | 100  | 1,9 | 0,5 | 0,2 | 0,2 | 2,6 |
| 2021-2022 | N.O. Pelicans       | 15  | 2   | 18,5 | 44,6 | 39,6 | 100  | 2,1 | 0,5 | 0,5 | 0,1 | 5,9 |
| Carriera  | Carriera            | 601 | 310 | 21,8 | 43,1 | 39,4 | 84,6 | 2,3 | 1,1 | 0,4 | 0,2 | 6,1 |

#### Playoffs
| Anno     | Squadra         | PG | PT | MP   | TC%  | 3P%  | TL% | RP  | AP  | PRP | SP  | PP   |
| -------- | --------------- | -- | -- | ---- | ---- | ---- | --- | --- | --- | --- | --- | ---- |
| 2014     | Chicago Bulls   | 5  | 0  | 9,2  | 22,2 | 0,0  | -   | 1,2 | 0,4 | 0,2 | 0,2 | 0,8  |
| 2015     | Chicago Bulls   | 11 | 0  | 12,7 | 34,1 | 33,3 | 100 | 1,5 | 0,5 | 0,0 | 0,3 | 3,9  |
| 2017     | Milwaukee Bucks | 6  | 6  | 30,8 | 50,0 | 51,6 | -   | 2,3 | 1,5 | 0,2 | 0,2 | 10,0 |
| 2018     | Milwaukee Bucks | 7  | 2  | 19,1 | 29,2 | 23,8 | -   | 1,9 | 0,6 | 0,4 | 0,6 | 2,7  |
| 2019     | Milwaukee Bucks | 9  | 0  | 3,1  | 33,3 | 50,0 | -   | 0,2 | 0,0 | 0,1 | 0,1 | 0,6  |
| 2021     | Atlanta Hawks   | 9  | 0  | 7,3  | 12,5 | 9,1  | -   | 0,6 | 0,2 | 0,2 | 0,1 | 0,6  |
| Carriera | Carriera        | 47 | 8  | 12,7 | 35,0 | 33,0 | 100 | 1,2 | 0,5 | 0,2 | 0,2 | 2,9  |